# Ixora banjoana
Ixora banjoana är en måreväxtart som beskrevs av Kurt Krause. Ixora banjoana ingår i släktet Ixora och familjen måreväxter. Inga underarter finns listade i Catalogue of Life.